# North American F-100 Super Sabre
North American F-100 Super Sabre var en amerikansk supersonisk jetjager, der gjorde tjeneste ved United States Air Force (USAF) fra 1954 til 1971 og ved Air National Guard (ANG) indtil 1979. Det var USAFs første jager, der kunne gennembryde lydmuren under vandret flyvning. F-100 var designet af North American Aviation som en mere højtydende videreudvikling af F-86 Sabre jageren.
F-100 blev omkonfigureret som jagerbomber, men blev fortrængt af den mach-2 kapable F-105 Thunderchief for angrebsmissioner over Nordvietnam. F-100 blev ekstensivt indsat over Sydvietnam som USAFs primære fly til tæt flystøtte, indtil den blev erstattet med den mere effektive subsoniske LTV A-7 Corsair II. F-100 tjente også i andre NATO luftvåben, herunder i Danmark, såvel som ved andre af USAs allierede. Sidst i dens tjenestetid fik den øgenavnet the Hun, en forkortet version af "one hundred".

## Design og udvikling
I januar 1951 afleverede North American Aviation uopfordret et forslag til en supersonisk dagjager til United States Air Force. Navngivet Sabre 45 på grund af dens 45° tilbagestrøgne vinger, var flyet en evolutionær videreudvikling af F-86 Sabre. Mockup-en af flyet blev inspiceret den 7. juli 1951, og efter over hundrede modifikationer blev det nye fly accepteret som F-100 den 30. november 1951. Det var bemærkelsesværdigt, at der blev brugt store mænger titan overalt i flyet. Den 3. januar 1952 bestilte USAF to prototyper, efterfulgt af en bestilling på 23 F-100A i februar og yderligere 250 stk. F-100A i august.
Prototypen YF-100A fløj første gang den 25. maj 1953, syv måneder tidligere end planlagt. Den opnåede Mach 1,04 på trods af kun at have en neddroslet XJ57-P-7 motor. Den anden prototype gik på vingerne den 14. oktober 1953, og den første F-100A produktionsmodel fulgte den 9. oktober 1953. Den operationelle evaluering som USAF foretog fra november 1953 til december 1955 bemærkede, at den nye jager havde en fremragende ydelse, men at den endnu ikke var klar til at gå i udbredt tjeneste på grund af nogle mangler ved designet. Dette blev bekræftet ved en yderligere serie af afprøvninger.
Særligt bekymrende var en yaw ustabilitet under visse forhold. Denne ustabilitet kunne fremkalde en inertikobling; flyet kunne frembringe en pludselig og voldsom kombination af yaw og roll, som ville udvikle sig så hurtigt, at piloten ikke kunne nå at korrigere, og som kunne overstresse flystellet så voldsomt, at flyet brød sammen i luften. Det var under disse omstændigheder, at North Americans ledende testpilot, George Welch, blev dræbt, mens han dyktestede en tidlig F-100A (ser.no. 52-5764) den 12. oktober 1954.
Et andet alvorligt problem stammede fra den tilbagestrøgne vinges karakteristik ved høje indfaldsvinkler. Når flyet nærmede sig sin stallhastighed, ville vingetipperne miste opdrift først. Eftersom tipperne befandt sig bag opdriftscenteret, ville flyet lave et voldsomt pitch-up (stikke næsen i vejret), hvorefter piloten ville miste kontrollen. Dette specielle fænomen, som særdeles nemt og meget ofte endte dødeligt i lav højde, blev kendt under navnet "the Sabre dance" ("Sabeldansen").
Forsinkelser i udviklingen af Republic F-84F Thunderstreak tvang ikke desto mindre Tactical Air Command til at indsætte de 'rå' F-100A i tjeneste. Tactical Air Command forlangte at fremtidige F-100 skulle kunne fungere som jagerbombere, og være i stand til at aflevere atomvåben.
North American F-107 var et opfølgningsprojekt til F-100. Flyet kunne opnå Mach 2, og havde luftindtaget flyttet fra snuden til en meget speciel placering bagved og over cockpittet. Dette gav flyet øgenavnet 'menneskeæderen'. Der blev ikke produceret ret mange, Republic F-105 Thunderchief blev foretrukket i stedet for.

## Operationel historie
F-100A trådte officielt i tjeneste ved USAF den 27. september 1954, ved 479th Fighter Wing på George AFB, Californien. Allerede den 10. november 1954 havde F-100A haft seks alvorlige ulykker på grund af ustabilitet under flyvning, strukturelle sammenbrud og fejl i det hydrauliske system, hvilket tvang luftvåbenet til at udstede flyveforbud for hele flyflåden indtil februar 1955. Det 479ne blev endeligt erklæret operationelle i september 1955. På grund af konstante problemer begyndte Air Force at udfase F-100A i 1958, det sidste fly blev taget ud af aktiv tjeneste i 1961. På det tidspunkt var 47 fly gået tabt på grund af alvorlige uheld. Voksende spændinger på grund af Berlinmurens opførelse i august 1961 tvang USAF til at reaktivere F-100A-jagerne og indsætte dem i aktiv tjeneste tidligt i 1962. Flyene trådte endegyldigt ud af tjeneste i 1970.
TACs krav om en jagerbomber blev opfyldt ved fremkomsten af F-100C, som fløj første gang i marts 1954 og trådte i tjeneste den 14. juli 1955. Operationelle forsøg i løbet af 1955 viste, at F-100C i bedste fald var en midlertidig løsning, eftersom flyet havde alle de samme fejl og mangler som F-100A. Den opgraderede J57-P-21 motor forbedrede flyets ydelse, men havde stadigvæk en tendens til kompressor stalls. Ikke desto mindre blev F-100C anset som en excellent platform for atomar toss bombing (flyet kaster bomben under stigning, omtrent som et underhåndskast) på grund af dets høje topfart. Inertikoblings problemet blev nogenlunde løst ved at installere en yaw dæmper fra og med den 146ne fremstillede F-100C, dæmperen blev senere installeret i de tidligere fly. En pitch dæmper blev indbygget fra og med F-100C nr. 301, for en yderligere omkostning af US$ 10.000 pr. fly.
Tilføjelsen af "våde" hardpoints under vingerne betød at F-100C kunne bære et sæt 275 U.S. gal (1.040 l) og et sæt 200 U.S. gal (770 l) droptanke. Denne kombination gav desværre et tab af retningsstabilitet ved høj hastighed, og de fire tanke blev snart erstattet af et enkelt par 450 U.S. gal (1.730 l) droptanke. Der var mangel på 450-tanke, de var dyre i anskaffelse, og blev ofte erstattet med de mindre 335 US gal (1.290 l) tanke. Det mest bekymrende for TAC var at, i 1965, kun 125 stk. F-100C var i stand til at benytte samtlige ikke-nukleare våben som Air Force havde på lager, i særdeleshed klyngebomber og AIM-9 Sidewinder luft-til-luft missiler. Ved den tid hvor F-100C blev taget ud af tjeneste, i juni 1970, var 85 fly gået tabt i alvorlige ulykker.
Den ultimative version, F-100D, var beregnet på at løse de offensive mangler ved F-100C, hovedsageligt ved at flyet primært blev indrettet til angreb mod jordmål, og sekundært skulle være anvendeligt som jagerfly. For at opnå dette blev flyet indrettet med autopilot, opgraderet avionics, og startende fra det 184ne produktionsfly, evnen til at medbringe og affyre AIM-9 Sidewinder. I 1959 blev 65 fly modificeret til også at kunne anvende AGM-12 Bullpup luft-til-jord missilet. For yderligere at imødegå nogle af flyets farlige flyveegenskaber, blev vingespandet forøget med 66 cm og halefinnen blev 27% større.
Den første F-100D (54–2121) fløj den 24. januar 1956, med Daniel Darnell som pilot, og flyet trådte i tjeneste den 29. september 1956 på Langley AFB. Flyet led af slemme problemer med pålideligheden af generatoren, der skulle levere vekselstrøm til de elektriske systemer. Generatoren var så elendig, at USAF forlangte den skulle have sit eget oliesystem for at minimere skaderne ved nedbrud. Svigt af understellet og bremsefaldskærmen førte til tab af adskillige fly, og proben til lufttankning havde en kedelig tendens til at brække af under manøvrer ved høj hastighed. Det store antal bugfixes, som blev udført 'i marken' for at holde flyene på vingerne, skabte en meget stor spredning på de enkelte flys kapabiliteter, og i 1965 fandt man det nødvendigt at sende omkring 700 F-100D igennem High Wire modifikationsprogrammet for at standardisere våbensystemerne. High Wire modifikationerne tog 60 dage pr. fly, og hele projektet kostede 150 millioner US$. I 1966 kørte det næste program, Combat Skyspot, der udstyrede et antal F-100D med en X-bånds (8-12 GHz) radar transceiver der tillod bombning af jordmål i dårligt vejr eller om natten.
Under krisen i forbindelse med konstruktionen af Berlinmuren sidst i 1961, blev en eskadrille jagerbombere overført fra Louisiana til Ramstein Air Base i Vesttyskland. Ved den indledende briefing fik det nyankomne personale det muntre budskab, at på grund af den korte afstand til USSR ville de højest have 30 minutter til at få flyene i luften og jordpersonalet ned i den nærmeste bunker, hvis der blev affyret et ICBM imod dem.
I 1967 påbegyndte USAF et program til strukturel forstærkning af flyene med henblik på at øge tjenestetiden fra de 3.000 timer, som var det oprindelige designmål, til 7.000. I mellemtiden havde USAF mistet 500 stk. F-100D, hovedsageligt i uheld. Efter at en vinge var brudt sammen under flyvning, blev eksterne forstærkninger af vingen udført med særlig opmærksomhed. Under Vietnamkrigen medførte krigsskader at omkring 50 fly gik tabt hvert år. Den 7. Juni 1957 lykkedes det for en F-100D udstyret med en Astrodyne startraket med 150,000 lbf (667.2 kN) trykkraft, at lave en 'nul-startlængde' (Zero-Length Launch, ZeLL) takeoff fra en mobil startrampe. Raketmotoren var en stor beholder, fastgjort under skroget af flyet. Jetmotoren blev startet og kørt op til takeoff power, raketten antændt med et elektromekanisk system, og det hele fyret af i en vinkel på omkring 30° opad. Efter få sekunder var raketmotoren udbrændt, men havde givet jageren flyvefart. Herefter blev raketmotoren afkastet, og flyet fortsatte på en normal flyvning. De nødvendige ændringer i flystellet blev indført i senere producerede fly. Efter et alvorligt uheld skiftede USAFs opvisningsteam, Thunderbirds, fra F-105 Thunderchief til F-100D som de benyttede fra 1964 indtil det blev erstattet af F-4 Phantom II i 1968.
I løbet af sin tjenestetid blev F-100 opdateret og modificeret mange gange. Mange af disse projekter var forbedringer af elektronik og instrumenter, strukturelle forstærkninger, og ændringer der skulle lette vedligeholdelsen. Et af disse projekter gik ud på at erstatte J-57 motorens originale efterbrænder med den mere avancerede efterbrænder fra de udrangerede Convair F-102 Delta Dagger jagerfly. Denne modifikation gav agterenden på F-100 et andet udseende. Modifikationen af efterbrænderne startede i 1970-erne og løste vedligeholdelsesproblemerne med den gamle type, såvel som nogle operationelle problemer; f.eks. blev motoren mindre tilbøjelig til kompressor stalls.
Den tosædede træner F-100F trådte i tjeneste i 1958. Den fik mange af de samme våben- og flystelsopgraderinger som F-100D, inklusive de nye efterbrændere. Op til 1970 var 74 stk. F-100F gået tabt i alvorlige ulykker.
I 1972 var de fleste F-100 udtrådt af aktiv tjeneste ved USAF, og i stedet blevet overflyttet til Air National Guard (USAs variant af Flyverhjemmeværnet). F-100 blev efterhånden erstattet med F-4 Phantom II, LTV A-7 Corsair II, og A-10 Thunderbolt II ved ANG, hvor de sidste F-100 ophørte med tjeneste i 1979 da de blev afløst af F-16 Fighting Falcon. Uden for USA forblev F-100 i tjeneste til 1982 ved Flyvevåbnet og Tyrkiets Luftvåben.
Over tjenestetiden i USAF, blev i alt 889 stk. F-100 ødelagt i ulykker, og dette medførte at 324 piloter blev dræbt. Det dødligste år for F-100 ulykker var 1958, hvor 116 fly blev ødelagt og 47 piloter omkom.
Efter at Super Sabre var udtrådt af tjeneste, blev et stort antal ombygget til fjernstyrede droner (QF-100), så de kunne benyttes som skydemål for forskellige typer antiluftskyts, herunder missilbærende jagere og interceptorer. De fleste af disse øvelser udgik fra Tyndall AFB i Florida. Enkelte F-100 kom på civile hænder, primært ved leverandører til USAF og NASAs aktiviteter på Edwards AFB i Californien.

### Projekt 'Slick Chick'
North American fik kontrakt på at modificere seks F-100A til RF-100A med fem kameraer, tre Fairchild K-17 kameraer i et trimetrogon stativ beregnet på fotokartografi, og to Fairchild K-38 kameraer i en særlig holder, der via et spejlsystem skulle forhindre at flyets vibrationer blev overført til kameraerne. Al bevæbning blev fjernet, og kamerasystemerne blev monteret i den tiloversblevne plads, overdækket med et let udbulet kåbe under den forreste del af skroget.
De udvalgte piloter blev trænet med almindelige F-100A på Edwards Air Force Base og George Air Force Base i Californien, og derefter på Palmdale Air Force Base med de RF-100A som de senere skulle flyve. Flyvetests viste at RF-100A i den planlagte konfiguration med fire ekstra brændstoftanke manglede stabilitet, hvilket krævede at de blev fløjet med stor omhu og med stor opmærksomhed på droptankenes hastighedsbegrænsninger.
Efter at piloternes træning var afsluttet i april 1955, blev tre fly udsendt til Bitburg Air Base i Vesttyskland; de blev fløjet til (Brookley AFB i Mobile, Alabama, adskilt og klargjort til transport, sejlet over Atlanten på et hangarskib og afleveret til firmaet Short Brothers i Sydenham, Belfast, for samling og klargøring. I Bitburg påbegyndte de operationelle flyvninger over forskellige Østbloklande i stor højde (over 50.000 ft/15.250 m) for at indsamle data om militære mål. Der blev gjort forgæves forsøg på at forhindre disse flyvninger; nogle fotos af flyvepladser viste stigende jagerfly, der forsøgte på at opfange fotoflyet. Denne Europæiske gruppe udførte formodentligt kun seks missioner mellem midten af 1955 og midten af 1956, hvor Lockheed U-2 overtog rollen som rekognosceringsfly.
Tre RF-100A blev også udstationeret på Yokota Air Base i Japan, men detaljer om derværende operationer er ikke tilgængelige. To RF-100A gik tabt i uheld, det ene formodentligt på grund af for høj fart, hvilket rev en af droptankene af; den resulterende ubalance og farten førte til et komplet tab af kontrol over flyet. Det andet fly gik tabt efter et motorstop. I midten af 1958 blev de fire sidste RF-100A returneret til USA, og senere leveret til Taiwans Luftvåben.

### Projekt 'High Wire'
"High Wire" var et moderniseringsprogram for udvalgte F-100C, D og F modeller. Det bestod af to modifikationer: en opgradering af det elektriske system, og en intens vedligeholdelse og IRAN (inspect and repair as necessary = inspicer og reparer hvis nødvendigt) opgradering. Elsystemet blev opgraderet ved at erstatte de gamle kabler og stikforbindelser med nye og forbedrede, der var lettere at vedligeholde. Vedligeholdelse og IRAN inkluderede nye komponenter, modifikationer, standardiserede konfigurationer, reparationer, udskiftninger og i nogen tilfælde komplette renoveringer.
Projektet krævede at der blev udarbejdet nye manualer til flyene, og de fik forhøjet produktionsbloknumrene, f eks. fra -85 til -86. Alle efterfølgende nyproducerede fly, særligt F modellerne, inkluderede de tidligere High Wire modifikationer. De nye manualer fik farvebilleder og havde romertallet (I) tilføjet efter flyets nummer (f.eks. T.O. 1F-100D(I)-1S-120, 12. Januar 1970). Der blev i alt kørt 2.294 fly igennem dette projekt.

### Vietnamkrigen

#### Jager- og CAS missioner
Den 16. april 1961 blev seks Super Sabres udstationeret fra Clark Air Base i Filippinerne til Don Muang Flyveplads i Thailand med henblik på luftforsvar; det var de første F-100 som kom i kamp i Sydøstasien. Fra denne dato, og til de blev trukket tilbage i 1971, blev F-100 den type jet-jagerbomber der var længst i tjeneste for USA under Vietnamkrigen. Flyet tjente som eskorte for F-105 Thunderchiefs, 'Misty' fremskudt luftkontrol, og Wild Weasel missioner over Nordvietnam, og senere anvendt til tæt flystøtte og jordmålsangreb i Sydvietnam.
Den 18. august 1964 blev den første F-100D skudt ned af antiluftskyts. Flyet blev fløjet af 1st.Lt. Colin A. Clarke fra 428th TFS; Clarke skød sig ud med katapultsædet og overlevede. Den 4. april 1965 kom F-100 for første gang i luftkamp mod andre jetjagere, mens de eskorterede en gruppe F-105, der angreb Thanh Hoa Broen. En F-100 fløjet af Captain Donald W. Kilgus nedskød en Nordvietnamesisk MiG-17 med kanonild, og et andet fly affyrede Sidewinder missiler. Den overlevende nordvietnamesiske pilot bekræftede, at tre MiG-17 var blevet skudt ned. Selv om dette kun blev opført som en 'sandsynlig' nedskydning af USAF, var dette amerikanerenes første luftsejr i Vietnam. Ikke desto mindre var det i første omgang lykkedes for de fire MiG-17 at mase sig forbi F-100 eskorten og nedskyde to F-105. F-100 blev snart udskiftet med F-4C på eskortemissioner (MiG Combat Air Patrol eller MiG CAP), selv om F-4Cs piloter klagede over, at flyet stærkt savnede kanoner til luftkamp.
Vietnamkrigen var ikke kendt for at anvende reserveenheder fra USA; derimod sprang værnepligten mest i øjnene under og efter krigen. Ikke desto mindre hævdede USAF general George S. Brown som havde kommanderet 7th Air Force under krigen, under en høring i Kongressen i 1973, at fem af de bedste Super Sabre eskadriller i Vietnam stammede fra Air National Guard.
ANGs F-100 eskadriller forøgede det regulære USAFs tilstedeværelse med næsten 100 Super Sabres; en af ANG enhederne fløj i gennemsnit 24 missioner om dagen, og gennemførte disse med en pålidelighed af 99,5%. Fra Maj 1968 til April 1969 fløj ANG Super Sabres mere end 38.000 kamptimer og mere end 24.000 flyvninger. ANG mistede syv F-100 piloter, en stabsofficer og 14 Super Sabres under kamp, hvorimod de brugte over fire millioner skud af 20mm granater, 30 millioner pounds (over 13.600 tons) bomber og over 10 million pounds (over 4.500 tons) napalm imod fjenden.
Den to-sædede F-100F model var i tjeneste som "Fast FAC (Hurtig FAC)" eller Misty FAC (fremskudt luftkontrol) i Nordvietnam og Laos, hvor den fandt mål for andre jagerbombere, rekognoscerede vejene, og foretog SAR (search and rescue) missioner som en del af et tophemmeligt projekt, Commando Sabre, som var baseret på Phu Cat og Tuy Hoa luftbaserne.
Ved slutningen af krigen var 242 stk. F-100 Super Sabre gået tabt i Vietnam, og flyet var løbende blevet erstattet med F-4 Phantom II og F-105 Thunderchief. F-100 havde logget 360.283 kampflyvninger under krigen, og dets krigstjeneste sluttede den 31. Juli 1971. De fire jager 'wings' med F-100 fløj flere kampflyvninger i Vietnam end over 15.000 P-51 Mustang fløj i løbet af 2.verdenskrig. Efter 1965 blev de ikke fløjet over Nordvietnam, og blev hovedsageligt anvendt til tæt flystøtte. På trods af luftkampen i April 1965, blev nedskydningerne kun anset som 'sandsynlige', og ingen F-100 fik nogensinde godkendt en luftsejr. Ingen af de F-100 der var i brug i Vietnam blev skudt ned af fjendtlige jagere, men 186 blev skudt ned af luftværnsild, syv blev ødelagt af Vietcong angreb på flybaser, og 45 gik tabt i operationelle uheld.

#### Wild Weasel
F-100 var det første Wild Weasel eller SEAD fly, som skulle undertrykke eller nedkæmpe fjendtligt jordbaseret luftforsvar. Fire stk. F-100F Wild Weasel I blev udrustet med en APR-25 radar pejle- og alarmmodtager (RHAW), IR-133 panoramamodtagere med en højere følsomhed, som kunne advare på større afstand, og KA-60 vidvinkel/panorama kameraer. APR-25 modtageren kunne detektere langdistance ("early-warning") radarer og udstrålingerne fra SA-2 Guideline målsøgnings- og styresystemerne.
Flyene blev udstationeret på Korat Royal Thai Air Force Base i Thailand i November 1965, og påbegyndte kampflyvninger sammen med 388th Tactical Fighter Wing i December. Yderligere tre modificerede fly ankom i Februar 1966. Samtlige Wild Weasel F-100F blev hen af vejen modificeret til at bære det radio/radar målsøgende missil AGM-45 Shrike.
Efter 45 dages operationer var der ét fly tilbage, og af de 16 besætningsmedlemmer var de fire blevet dræbt, to var krigsfanger, tre var såret og to havde givet op og meldt sig frivilligt til noget andet.
Det (uofficielle) motto for Wild Weasel, YGBSM: "You Gotta Be Shittin' Me" ("Ta'r du pis på mig?") stammer fra denne tid, og er tilskrevet den tidligere B-52 officer og specialist i elektronisk krigsførelse Jack Donovans udtalelse, da han fik at vide at hans nye opgave var at sidde i bagsædet på et lille jagerfly, fløjet af en (i Donovans øjne) afsindigt selvglad jagerpilot, skulle være madding for fjendtligt luftforsvar, og være hurtig nok til at skyde SAM missiler ned, før de kunne ramme ham selv.

### Krigen i Algeriet
Et antal Super Sabre tilhørende det Franske Luftvåben fløj sandsynligvis kampmissioner med flyvninger der udgik fra baser i Frankrig imod mål i Algeriet. Flyene var udstationeret på Reims, og efter at have udført angreb i Algeriet blev de på tilbagevejen genoptanket på Istres. F-100 var den primære jagerbomber for Armée de l'air igennem 1960erne, indtil den blev afløst af SEPECAT Jaguar.

### Cypernkrisen
Under den Tyrkiske invasion af Cypern i 1974, blev tyrkiske F-100 og F-104G enheder benyttet til at yde tæt luftstøtte til de tyrkiske jordtropper, samt til at bombe mål omkring Nicosia. Ved en fejltagelse blev et tyrkisk skib også sænket. 

### Taiwan
Taiwanesiske Super Sabre fløj rekognosceringsflyvninger over det Kinesiske fastland. Adskillige F-100 blev angiveligt skudt ned eller styrtede af anden årsag under disse flyvninger. Det hele blev udført i hemmelighed, og det formodes at CIA eller USAF understøttede eller var medvidende om disse operationer. Det hele er omgærdet af hemmelighed, og der mangler derfor pålidelige data.

### Danmark
Flyvevåbnet modtog i alt 72 Super Sabre: 48 stk.F-100D og 24 stk. F-100F af to forskellige varianter. Den 14. marts 1958 fik Danmark det oprindelige tilbud: 15 stk. ensædede F-100D og tre tosædede F100F. Flyene blev tilbudt som våbenhjælp under USAs Military Assistance Program (MAP). Den 10. maj 1958 accepterede Forsvarsministeriet tilbuddet, som i mellemtiden var vokset en del.
De første tre F-100 ankom den 16. maj 1959 til Eskadrille 727 på Flyvestation Skrydstrup som afløsning for F-84G; i løbet af et par måneder blev eskadrillen udstyret med i alt 17 stk. F-100D og tre F-100F. I 1961 skulle ESK 725 på Flyvestation Karup og ESK 730 på Skrydstrup også udstyres med F-100, så Flyvevåbnet modtog endnu 31 stk F-100D og syv F-100F, stadigvæk under MAP. Med ankomsten af de sidste F-100 udtrådte den aldrende Thunderjet af tjeneste.
I midten af 1960'eme påbegyndtes et modifikationsprogram kaldet F-100-83. Programmet var opkaldt efter Bullpup-missilet, der oprindeligt hed GAM-83. Ud over Bullpup installationen omfattede programmet en ny navigationscomputer, Doppler navigations-radar, BT9J bombesigte, rullende display til flyvekort, bremsekrog, Martin-Baker katapultsæder og et antal mindre ændringer. BT9J kom aldrig til at fungere ordentligt, og var besværligt at vedligeholde; i 1970 vendte man tilbage til flyets oprindelige A-4 sigte.
Under et andet modifikationsprogram blev forhudningen af vingernes underside skiftet for at undgå brud forårsaget af metaltræthed.
Mellem 1959 - 1974 havde Flyvevåbnet store tab af Sabre, i alt totalhavarerede 21 F-100D og 5 F-100F. På grund af tabene, og en omstrukturering af pilotuddannelsen, var det nødvendigt at anskaffe flere fly; i slutningen af 1966 var der kun 41 fly tilbage, kun fly nok til to eskadriller. Fra 1970 fik ESK 725 anskaffet SAAB F-35 Draken, og de resterende F-100 blev fordelt på ESK 727 og 730.
I 1974 modtog Flyvevåbnet 14 brugte tosædede F-100F, som var købt brugt af USAF. Disse 14 fly blev benævnt TF-100F, da de adskilte sig fra de 10 F-100F, der blev modtaget fra 1959 – 1961.
I 1976 - 77 blev F-100 ramt af en serie havarier, som medførte et flyveforbud fra 1. juni 1977. Flyene havde alvorlige motorproblemer, efter at motorerne havde været til hovedeftersyn i USA; årsagen var dårlig arbejdskvalitet hos den amerikanske virksomhed, som stod for eftersynet. Flyveforbuddet ophørte i oktober 1977 efter at motorerne var blevet repareret efter reparationen.
Super Sabre have let ved at få overophedede bremser under landing. Det var normalt at flyene benyttede sig af bremseskærmen under landing. En del F-100 led havari ved at køre i nettet eller ud over banens begrænsning, hvis skærmen svigtede og bremserne efterfølgende blev for varme. Flyet havde i øvrigt et andet varmeproblem: en tendens til at se rustne og anløbne ud på bagkroppen under halefinnen, på grund af varmen fra efterbrænderen.
F-100-flyene blev anvendt som jagerbombere af eskadrille 725 i årene fra 1961 til 1970 hvor de blev afløst af Draken, ved eskadrille 727 i årene 1959-1981, og ved eskadrille 730 i årene 1961-1982. Ved både 727 og 730 blev de afløst af General Dynamics F-16 Fighting Falcon. Af Flyvevåbnets 72 F-100-fly, totalhavarerede 38 (27 stk. F-100D og 11 stk. F-100F). 15 piloter mistede livet ved disse havarier.
Af de tiloversblevne fly blev 21 stk. F-100D og to F-100F overført til Tyrkiet, og seks TF-100F blev solgt til at slæbe skydemål.

### Præstationer
Kilde: Knaack 
- Det første operationelle fly i tjeneste ved USAF, som var i stand til at gennembryde lydmuren under vandret flyvning.
- Den 29. oktober 1953 satte den første YF-100A prototype verdensrekord i hastighed med 755,149 mph (656,207 kn, 1.215,295 km/t) i lav højde.
- Den 20. august 1955 satte en F-100C den første supersoniske verdensrekord i hastighed med 822,135 mph (714,416 kn, 1.323,098 km/t).
- Den 4. september 1955 vandt en F-100C Bendix Trofæet ved at flyve 2.235 mi (2.020 nmi, 3.745 km) med en gennemsnitlig fart af 610,726 mph (530,706 kn, 982,868 km/t).
- Den 26. december 1956 blev to F-100D de første fly der gennemførte en samtidig lufttankning fra samme tanker.
- Den 13. maj 1957 satte tre F-100C verdensrekord i distance for enmotors fly, ved at flyve 6.710 mi (5.835 nmi, 10.805 km) fra London til Los Angeles på 14 timer, 4 minutter. Flyvningen blev gennemført takket være lufttankning.
- Den 7. august 1959 blev F-100F de første jetjagere der fløj over Nordpolen.
- Den 16. april 1961 blev F-100 de første USAF jetkampfly der deltog i Vietnamkrigen.
- Den 4. april 1965 blev F-100 de første USAF fly der deltog i luftkamp mellem jetfly under Vietnamkrigen.
- Thunderbirds opvisningsholdet benyttede F-100C fra 1956 til 1964. Efter en kort tid med F-105 Thunderchief, fløj holdet F-100D fra juli 1964 indtil november 1968, hvor de skiftede til F-4E Phantom II.

## Varianter
YF-100A
Prototype, model NA-180. 2 stk. bygget, ser.no. 52-5754 og 5755.
YQF-100
Ni ubemandede droner, testversion: to D-modeller, en YQF-100F F-model, og seks andre testversioner.
F-100A
Enkeltsædet dagjager; 203 stk. produceret, model NA-192.
RF-100A ("Slick Chick")
Seks F-100A modificeret til rekognosceringsfly i 1954. Ubevæbnede, og med kameraerne installeret nederst i skroget. Benyttet til overflyvning af Østbloklande i Europa og Fjernøsten. Udtrådt fra 1958; de fire overlevende fly afhændet til Taiwans Luftvåben og endeligt sendt på pension i 1960.
F-100B
Se venligst North American F-107
F-100BI
Foreslået interceptor version af F-100B, projektet nåede aldrig længere end til en mock-up.
F-100C
70 stk. model NA-214 og 381 stk. model NA-217. Ekstra brændstoftanke i vingerne, i stand til at udføre opgaver som jagerbomber, forsynet med probe til lufttankning, de sene produktionsfly forsynet med en opgraderet J57-P-21 motor. Første flyvning i Marts 1954; i alt 476 stk. bygget.
TF-100C
En F-100C ombygget til et to-sædet træningsfly.
F-100D
Enkeltsædet jagerbomber, mere avancerede flyinstrumenter, større vinge og halefinne, landingsflaps. Første flyvning den 24. Januar 1956; 1.274 produceret.
F-100F
To-sædet træningsfly, bevæbning reduceret fra fire til to kanoner. Første flyvning den 7. Marts 1957; 339 stk. bygget.
DF-100F
Navnet givet til en enkelt F-100F der blev anvendt til at styre droner.
NF-100F
Tre F-100F der blev benyttet til testformål. Fortegnet "N" indikerer at flyenes modifikationer forhindrede at de kunne returneres til normal tjeneste.
TF-100F
Specifik dansk designation givet til 14 stk. F-100F eksporteret til Danmark i 1974, for at kunne skelne disse fra de 10 F-100F der blev leveret 1959–1961.
QF-100
209 stk. D og F modeller ombygget til droner og dronestyring,  dronerne anvendt som mål for moderne luft-til-luft missiler.
F-100J
Altvejrs eksportversion for Japan; kom aldrig af tegnebordet.
F-100K
Forstudie til en F-100F med en J57-P-55 motor. Kom aldrig af tegnebordet.
F-100L
Forstudie til en ensædet F-100D med en J57-P-55 motor. Kom aldrig af tegnebordet.
F-100N
Version med simplere flyinstrumenter til NATO kunder. Kom aldrig af tegnebordet.
F-100S
Foreslået Fransk-bygget F-100F med en Rolls-Royce Spey turbofan motor.

## Operatører
Danmark
- Flyvevåbnet - 48 stk. F-100D fra 1958, 10 stk. F-100F fra 1959, og yderligere 14 stk. TF-100F i 1974. De sidste fly udtrådte af tjeneste i 1982.[37]

 Frankrig
- Det franske luftvåben (fransk: Armée de l'air) - 85 stk. F100D og 11 stk. F-100F fra 1. Maj 1958 - 1978.[38] Frankrig var det første land uden for USA der modtog F-100. De sidste var udstationeret i Djibouti ved Escadron 4/11 "Jura", som beholdt Super Sabre til 1978.

 Taiwan
- Taiwans Luftvåben (Republic of China Air Force (ROCAF), kinesisk: 中華民國空軍; pinyin: Zhōnghuá Mínguó Kōngjūn) - Omkring 80 stk. F-100A leveret fra Oktober 1958. I 1961 ankom fire ubevæbnede RF-100A. Taiwan var den eneste allierede bruger, der fik 'A' modellen. [39] Ud over disse fly ankom 38 stk. brugte F-100A senere. Flyene blev efter modtagelsen ombygget, fik F-100D halefinnen med den indbyggede AN/APS-54 radaralarm, og blev udrustet til at affyre Sidewinder missiler.

 Tyrkiet
- Tyrkiets Luftvåben (tyrkisk: Türk Hava Kuvvetleri) - 106 stk. F-100D og 53 stk. F-100F, nybygget og leveret som våbenhjælp fra 1958, og 111 stk. F-100C, brugte fly fra USAF, leveret i 1972. Nogle fly ankom senere fra Danmark. Alle flyene udgik i 1988.[40]

 United States
- United States Air Force - Alle typer, antal ukendt.

- F100D E.C 3/11 "Corse"
- F100D E.C 1/3 "Navarre"
- F100D E.C 4/11 "Jura"
- F100C Skyblazers Aerobatic Team

## Overlevende fly
Der er et stort antal Super Sabre udstillet verden over. Her er kun medtaget fly udstillet i landene tættest på os.

### Danmark
F-100D
- G-183 - Danmarks Flymuseum, Stauning[41]
- GT-927 - Udstillet ved Værløse Flyhistoriske Hangar i Værløse.

### Frankrig
F-100D
- 55-2736 - Musée de l'Air et de l'Espace, Paris / Le Bourget.[42]

### Tyskland
F-100D
- 54-2136 French Air Force - Schwäbisches Bauern Technical Museum, Eschach-Seifertshofen.[43]
- 54-2185 French Air Force - Schwäbisches Bauern Technical Museum, Eschach-Seifertshofen.[44]

F-100F
- 56-3944 United States Air Force - Flugausstellung Leo Junior, Hermeskeil.[45]

### Storbritannien
F-100D
- 54-2157 - North East Aircraft Museum, Sunderland.[46]
- 54-2165 - Imperial War Museum, Duxford[47]
- 54-2174 - Midland Air Museum, Coventry.[48]
- 54-2196 - Norfolk and Suffolk Aviation Museum, Bungay.[49]
- 54-2223 - Newark Air Museum, Newark-on-Trent.[50]
- 54-2613 - Dumfries and Galloway Aviation Museum, Dumfries.[51]

## Specificationer (F-100D)
| Besætning:         | 1                            | Pilot                        |
| Længde:            | 50 ft. 0 in.                 | 15,2 m                       |
| Højde:             | 16 ft. 2¾ in.                | 4,95 m                       |
| Spændvidde:        | 38 ft. 9 in.                 | 11,81 m                      |
| Vingeareal:        | 400 ft²                      | 37 m²                        |
| Tomvægt:           | 21.000 lb.                   | 9.500 kg                     |
| Max. vægt:         | 28.847 lb                    | 13.085 kg                    |
| Max. takeoff vægt: | 34.832 lb                    | 15.800 kg                    |
| Motor:             | Pratt & Whitney J57-P-21/21A | turbojet                     |
| Antal:             | 1                            |                              |
| Trykkraft:         | 10.200 lbf                   | 45 kN                        |
| med efterbrænder:  | 16.000 lbf                   | 71 kN                        |
| Max. fart:         | 864 mph                      | 750 kn, 1.390 km/t, Mach 1,3 |
| Rækkevidde:        | 1.995 NM                     | 1.733 nmi, 3.210 km          |
| Max.flyvehøjde:    | 50.000 ft.                   | 15.000 m                     |
| Stigehastighed:    | 22.400 ft/min                | 114 m/s                      |
| Vingebelastning:   | 72,1 lb/ft²                  | 352 kg/m²                    |
| Trykkraft/masse:   | 0,55                         |                              |

Yderligere data (der eksisterer ingen acceptabel dansk oversættelse):
- Zero-lift drag coefficient: 0.0130
- Drag area: 5.0 ft² (0.46 m²)
- Aspect ratio: 3.76
- Lift-to-drag ratio: 13.9

|           |                                                                              |  |
| Avionics: | Minneapolis-Honeywell MB-3 automatisk pilot                                  |  |
|           | AN/AJB-1B lav-højde bombesigte                                               |  |
|           | AN/APR-26 bagudrettet radaralarm                                             |  |
| Kanoner:  | 4 × 20 mm (0,787 in) Pontiac M39A1 revolverkanon                             |  |
| Bomber:   | 7.040 lb (3.190 kg) max, herunder                                            |  |
|           | Konventionelle bomber eller                                                  |  |
|           | 1 x Mk. 7 atombombeeller                                                     |  |
|           | 1 x Mk. 28, 38 eller 43 atombombe                                            |  |
| Missiler: | 4 × AIM-9 Sidewinder eller                                                   |  |
|           | 2× AGM-12 Bullpup eller                                                      |  |
|           | 2 × eller 4 × LAU-3/A 2.75" magasin til ustyrede Mighty Mouse FFAR raketter. |  |

### Pris
Omkostningerne er i de daværende United States dollars, og er ikke blevet justeret for inflationen i de mellemliggende år.
|                               | F-100A                                              | F-100C                                              | F-100D                                              | F-100F                                              |
| ----------------------------- | --------------------------------------------------- | --------------------------------------------------- | --------------------------------------------------- | --------------------------------------------------- |
| Forskning og udvikling        | 23,2 millioner for programmet, eller 10.134 pr. fly | 23,2 millioner for programmet, eller 10.134 pr. fly | 23,2 millioner for programmet, eller 10.134 pr. fly | 23,2 millioner for programmet, eller 10.134 pr. fly |
| Flystel                       | 748,259                                             | 439,323                                             | 448,216                                             | 577,023                                             |
| Motor                         | 217,390                                             | 178,554                                             | 162,995                                             | 143,527                                             |
| Elektronik                    | 8,549                                               | 12,050                                              | 10,904                                              | 13,667                                              |
| Bevæbning                     | 19,905                                              | 21,125                                              | 66,230                                              | 66,332                                              |
| Bombelast                     | 20,807                                              | 12,125                                              | 8,684                                               | 3,885                                               |
| Færdigt fly                   | 1,014,910                                           | 663,181                                             | 697,029                                             | 804,445                                             |
| Yderligere modifikationer     |                                                     | 224,048                                             | 110,559                                             | 105,604                                             |
| Pris pr. flyvetime            |                                                     |                                                     | 583                                                 | 583                                                 |
| Vedligeholdelse pr. flyvetime | 215                                                 | 249                                                 | 249                                                 | 249                                                 |